# Kocaelispor Kulübü
El Kocaelispor Kulübü és un club de futbol turc de la ciutat d'İzmit.

## Història
Fundat el 1966, disputà màxima categoria turca els anys 1980-1988 i 1992-2003. Va guanyar dos cops la Copa turca de futbol els anys 1997 i 2002 com a principals èxits.

## Palmarès
- Copa turca de futbol (2): 1997, 2002

## Jugadors destacats

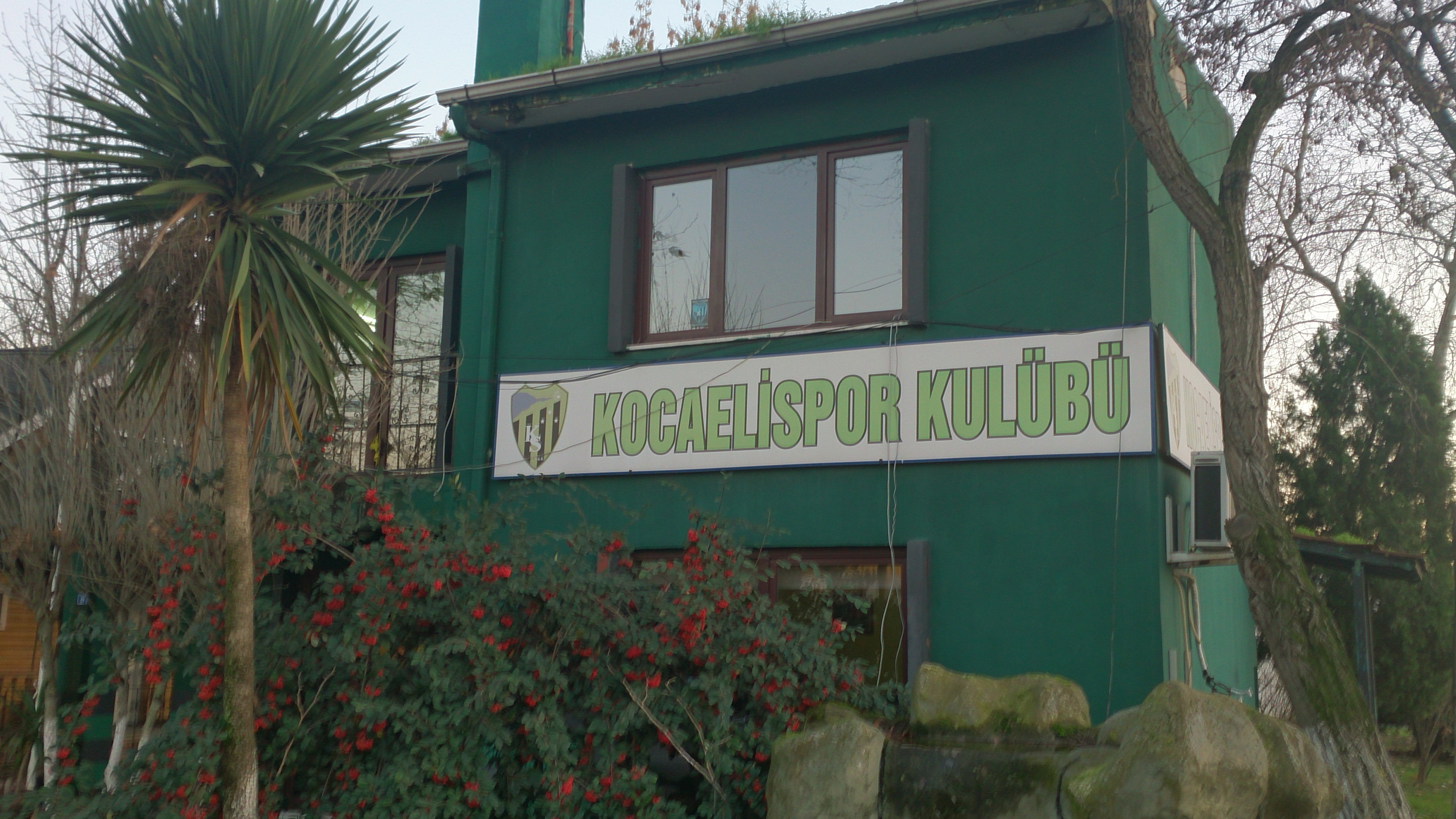
Antiga seu del club.

- Güvenç Kurtar
- Ceyhun Güray
- Saffet Sancaklı
- Faruk Yiğit
- Tarık Daşgün
- Orhan Kaynak
- Sabin Ilie
- John Moshoeu
- Kaan Dobra
- Mert Meriç
- Orhan Ak
- Ahmet Dursun

## Entrenadors destacats
- Holger Osieck